# Le Fou du cirque
Pour plus de détails, voir Fiche technique et Distribution.
Le Fou du cirque (Merry Andrew) est un film musical américain réalisé par Michael Kidd, sorti en 1958 avec, comme acteurs principaux, Danny Kaye et Pier Angeli.

## Fiche technique
- Titre : Le Fou du cirque
- Titre original : Merry Andrew
- Réalisation : Michael Kidd
- Scénario : Isobel Lennart et I.A.L. Diamond
- Production : Sol C. Siegel
- Photographie : Robert Surtees
- Musique : Saul Chaplin
- Distribution : Metro-Goldwyn-Mayer
- Pays d'origine : États-Unis
- Genre : Comédie romantique et film musical
- Durée : 103 minutes
- Date de sortie : 1958

## Distribution
- Danny Kaye (vf : Michel Roux) : Andrew Larabee
- Pier Angeli : Selena Gallini
- Salvatore Baccaloni : Antonio Gallini
- Patricia Cutts : Letitia Fairchild
- Noel Purcell : Matthew Larabee
- Robert Coote : Dudley Larabee
- Rex Evans : Gregory Larabee
- Tommy Rall : Ugo Gallini
- Walter Kingsford : Mr. Fairchild
- Rhys Williams : Policier